# 聖盔·鎚手
聖盔·鎚手（Helm Hammerhand），是英國作家約翰·羅納德·瑞爾·托爾金（J.R.R. Tolkien）的史詩式奇幻作品《魔戒三部曲》中的虛構人物。
他是洛汗（Rohan）第九任國王，任內遭到登蘭德人（Dunlendings）大舉入侵和長冬打擊，幾乎全境淪陷，最終聖盔在號角堡（Hornburg）的守衛戰中凍死。

## 名字
聖盔（Helm）一名是古英語，意思是「保護者、防衛者」Protector, defender。在他空手一拳打死敵人後，大家都稱他作「鎚手」（Hammerhand），用以形容他可怕的力氣。

## 總覽
聖盔屬於北方人（Northmen）分支中的洛汗人（Rohirrim），是國王格蘭（Gram）的兒子及繼承人。他的姊妹是希爾德（Hild）。他有兩子一女，女兒名字不詳，而長子是哈拉斯（Haleth），次子是哈瑪。
他是洛汗第九位國王，也是王室第一支系的最後一位國王。他是一位傳奇的君王，十分勇敢且力氣驚人。不過在聖盔任內，洛汗與登蘭德人持續對抗，最終更被敵人征服，加上受到長冬（Long Winter）打擊而損失慘重，聖盔也在戰爭中凍死。在聖盔谷的圍困中，登蘭德人對他極度畏懼，他們相信聖盔是刀槍不入，而且更會赤手空拳殺死敵人，甚至謠傳聖盔會吃掉他的敵人。
他生於第三紀元2691年，死於2759年，享年68歲。

## 生平

### 早年
聖盔在第三紀元2691年出生，應該是首都伊多拉斯（Edoras）出生。2741年，他的父親格蘭去世，由聖盔繼位。

### 洛汗國王
在他統治時，洛汗西部出現一位勢力強大的領主費瑞卡（Freca）。他是洛汗與登蘭德人的混血，並自稱是佛瑞亞溫（Fréawine）國王的後裔，在亞多河（Adorn）兩岸擁有一座堡壘和許多土地及財富。雖然驕橫的費瑞卡蔑視他的統治，聖盔也不相信他，但聖盔依然請他來協商政事。
2754年，費瑞卡要求聖盔與他聯姻，將他的女兒嫁給費瑞卡之子。聖盔一口拒絕，並羞辱了費瑞卡，對方一怒之下辱罵國王，聖盔於是挑戰他，更一拳將對方打死。聖盔隨即向費瑞卡的人馬宣戰，將他們趕出了洛汗境內，卻因此與費瑞卡之子沃夫（Wulf）和登蘭德人立下大仇，並造成未來兩次登蘭德人對洛汗的入侵（2758及3019年）。

### 聖盔之死
2758年，剛鐸（Gondor）沿岸遭到三支昂巴海盜（Corsairs of Umbar）艦隊襲擊，無力派兵支援洛汗抗擊東邊入侵的外敵。同時，海盜也登陸艾辛河（Isen）河口，與登蘭德人結盟，他們在沃夫率領下自艾辛格（Isengard）對洛汗發動入侵。伊多拉斯陷落、哈拉斯在保衛王宮時戰歿，隨後聖盔的軍隊在艾辛河渡口（Fords of the Isen）大敗，唯有率領軍民退守號角堡，洛汗全境遂被攻陷。
同年11月，沃夫的部隊開始圍困號角堡，同時長冬降臨，五個月之內整個洛汗都被大雪所覆蓋，造成雙方大量人命損失和飢荒。冬季慶典（Yule）以後號角堡的補給不足，守軍只能捱餓抵抗敵人。聖盔的次子哈瑪（Háma）帶人出外搜索食物，自此一去不返。喪子之痛和飢餓使聖盔陷於極度悲痛之中，他於是身披白衣，經常單獨潛入敵人營地殺敵作為報復。這令到登蘭德人產生極大恐懼，一聽到他的號角聲就會嚇得轉身竄逃，不敢接戰。
第三紀元2759年的一個晚上，聖盔離開號角堡，再沒有回去。他的部屬在翌日早上看到已經凍死的他，仍牢牢站在聖盔渠（Helm's Dike）之上，結束了18年的統治。長冬結束後，他的姪子佛瑞拉夫（Fréalaf）聯合剛鐸的援軍戰勝敵人，收復洛汗。由於聖盔兩個兒子都死去，因此佛瑞拉夫繼承王位，開展王室第二支系。聖盔被葬於第一支系國王的最後一個墓穴裡，心貝銘花（Simbelmynë）在他墓上盛開，像白雪一樣覆蓋著它。

## 改編描述
在《魔戒三部曲》的電影版本中，聖盔谷有一座就是聖盔的雕像，手持著一把鎚子。

## 資料來源
1. 1 2 3 4 5 6 7 8 9 10 11 12 13  《魔戒三部曲》 2001年 聯經初版翻譯 附錄一帝王本紀及年表
2. ↑  Thain's Book: Helm Hammerhand 的存檔，存档日期2012-01-07.
3. ↑  《未完成的故事》 1998年 HarperCollins重印版 "The Battles of the Fords of Isen" 備註第四條
4. ↑  《魔戒三部曲》 2001年 聯經初版翻譯 附錄二編年史

| 前任： 格蘭 | 洛汗國王 | 繼任： 佛瑞拉夫 |